# Sipyloidea pseudosipylus
Sipyloidea pseudosipylus is een insect uit de orde Phasmatodea en de familie Diapheromeridae. 